# Prężyce
Prężyce – wieś w Polsce położona w województwie dolnośląskim, w powiecie średzkim, w gminie Miękinia.

## Podział administracyjny
W latach 1975–1998 miejscowość administracyjnie należała do województwa wrocławskiego.

## Historia
Prężyce (dawniej Branschin, Brandschütz) wzmiankowane były już w roku 1319, jako osada targowa na drodze do przeprawy przez Odrę w miejscowości Uraz.

## Turystyka
Wieś leży na uczęszczanym szlaku rowerowym. Nieopodal wsi leży rozlewisko Odry.

## Zabytki
Do wojewódzkiego rejestru zabytków wpisany jest:
- zespół pałacowy:
  - pałac, wzniesiony w stylu neogotyckim, w latach 1840–1850, będący dziś w posiadaniu osób prywatnych
  - park, z pierwszej połowy XIX w.

## Przypisy

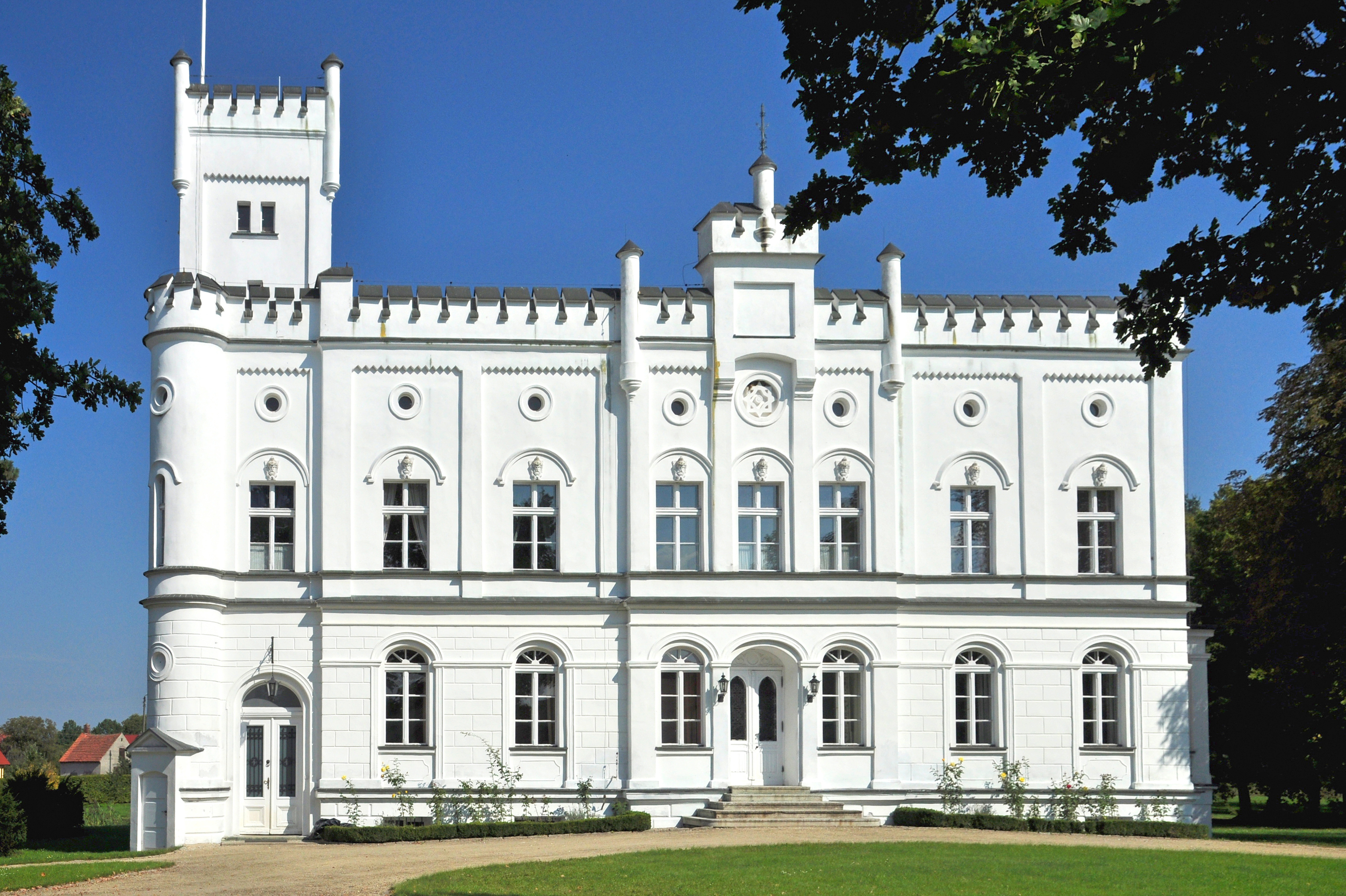
Pałac, elewacja południowa